# آرمن نازاریان (جودوکا)
آرمن نازاریان (ارمنی: Արմեն Նազարյան زاده ۲۰ ژوئن ۱۹۸۲) یک جودوکار اهل ارمنستان است که در قهرمان اروپا در سال ۲۰۰۵ و مقام نایب قهرمانی در سال ۲۰۰۶ شده است.